# 上片平健
上片平 健（かみかたひら たけし、1980年3月11日 - ）は、鹿児島テレビ放送(KTS)のアナウンサー。

## 来歴・人物
鹿児島市出身。志學館中等部・高等部、横浜国立大学を卒業後、2003年にKTSへ入社。同期に戸越亜希子（2008年6月退社）、中西真貴（2012年3月退社）がいる。2007年4月から「小軽部」との愛称を持つ坪内一樹から「めざましテレビ」鹿児島リポーターを引き継いでいる。
2021年4月から報道制作局アナウンス部副部長（報道制作局アナウンス部副参事）に就任。

## 担当番組
- KTSニュース - シフト勤務
- KTS Live News - Smile×Sports (2022年4月- 木・金メインキャスター)

### これまでの担当番組
- みんなのニュース　みんなのふるさと・鹿児島中継担当リポーター
- 見っどナイト
- スーパーニュースイマジンスポーツコーナー
- ひっとべ!誠忠組
- ぱじゃま倶楽部　MC　※　2008年4月より
- 情報WIDEつぼチャンネル　リポーター
- げっきん!かごしま（2009年4月-2012年3月）司会
- げっきん!LIVE4 ゆうテレ（2012年4月-2013年3月）司会
- KTSスーパーニュース　スーパースポーツ担当
- めざましテレビ　鹿児島担当リポーター
- かごニュー（2016年4月4日[2] - 2021年3月24日）司会
- みんなのニュース かごしま　みんなのスポーツ担当
- チャンネル8 みんなのスポーツ saturday